# Śarīra
Śarīra is de Sanskriet naam van boeddhistische relieken van onder andere Shakyamuni Boeddha. Hierbij worden ook de korrels bedoeld die overblijven na de crematie van een boeddhist. Niet elke boeddhist kan deze krijgen. Als men deze vindt na een crematie betekent het dat de overleden persoon de verlichting (boeddhisme) heeft gevonden en daarmee een boeddha is geworden.
Een tweede betekenis van śarīra is alle boeddhistische soetra's in de wereld.
Meestal worden in stoepa's śarīra bewaard.
Plaatsen waar śarīra van Shakyamuni Boeddha/Boeddha worden bewaard, worden door boeddhisten wereldwijd als zeer heilig beschouwd.

## Plaatsen waar śarīra van Boeddha zijn te vinden
Vasteland van China
- Jiangsu, Nanjing, Changhantempel
- Zhejiang, Ningbo, Ayuwangtempel — Stuk van Boeddha's schedel
- Shaanxi, Fufeng, Famentempel — vingerbot van Boeddha
- Beijing, Lingguangtempel — tand van Boeddha
- Beijing, Fangshanyunjutempel
- Hangzhou, Leifengpagode — haar van Boeddha
- Xi'an, Qingshantempel
- Shanxi, Fogongtempel — tand van Boeddha
- Shandong — tand van Boeddha 其他地區
- Taiwan, Gaoxiong, Fo Guang Shantempel 如來殿 — tand van Boeddha
- Thailand — bot van Boeddha
- Sri Lanka — tand van Boeddha
- Japan — bot van Boeddha